# Cephalodella
Cephallodella ist eine Gattung aus dem Stamm der Rädertierchen (Rotatoria).

## Beschreibung
Die Tiere werden je nach Art 80 bis 450 µm lang und führen eine räuberische Lebensweise. Ihr Panzer besteht aus vier bis fünf Platten, die durch Furchen, welche als Scharniere dienen, getrennt sind. Die Zehen sind länger als der weiche Fuß. Das Räderorgan ist schräggestellt und um den Mund befindet sich ein Büschel starrer Wimpern.

## Arten (Auswahl)
- Cephalodella auriculata
- Cephalodella catellina
- Cephalodella forficata
- Cephalodella forficula
- Cephalodella gibba
- Cephalodella hoodi
- Cephalodella sterea